# Pahlevan do Irão
Pahlevan de Irão (em persa: پهلوان ایران) é uma concorrência anual de Luta livre Pahlevani celebrada no Irão, na qual os atletas de todo o país competem. O campeão ganha o título de Pahlevan e o direito a usar o Bazouband (bracelete de campeonato). Apesar de a concorrência ter raízes antigas, a sua forma moderna se celeba apenas desde 1944.
Descrito como "enraizado com o alma dos povos iranianos", o título é de prestígio atlético e cultural no Irão. A bracelete Pahlevan anteriormente foi outorgada pelo Xá do Irão e na actualidade é apresentado pelo presidente do Irão.

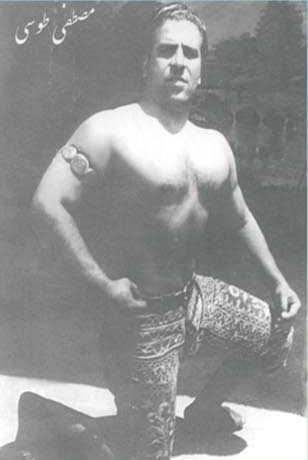
Mostafa Tousi, 3 vezes vencedor da competição (1323-25)

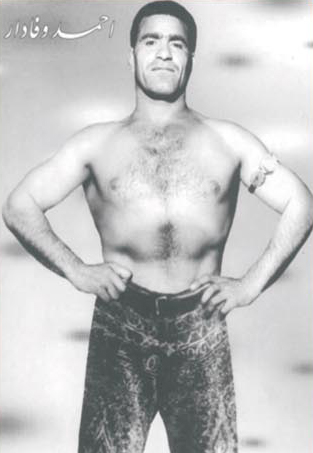
Ahmad Vafadar, 3 vezes vencedor da competição (1329-31)

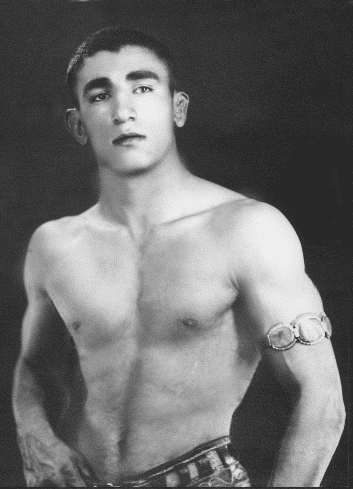
Abbas Zandi, com 4 títulos (1328,1332-35) e o mais jovem Pahlevan (18 anos de idade)

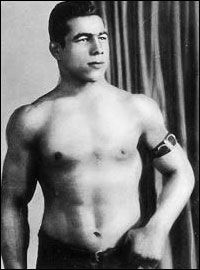
Gholamreza Takhti, 3 vezes vencedor (1336-38)

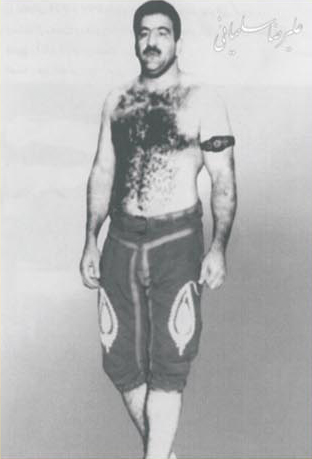
Alireza Soleimani tem a maior quantidade de títulos (6 vezes ao todo: 1358,1361–62, 1364-65, 1369)

## Período inicial (651-1450)[5]
- Abu Muçulmanos-e Khorasani
- Yaghub-e Laiz
- Babak khorramdin
- Asad Kermani
- Abdul Razagh Bashtini
- Shirdel Kohneh Savar
- Mahmood Kharazmi (Pahlavan-e Bozorg), foi conhecido como Pouriya-ye Vali
- Mohammad Abol-seyyed Abolkheyr
- Mahmood Malani
- Darvish Mohammad Khorassani

## Período médio (1450-1795)[5]
- Mirza Beyk-e Kashani
- Beyk-e Khorassani
- Hossein-e Kord
- Mir Baqer
- Jalal Yazdi
- Kabir-e Esfahani (Pahlavan-e Bozorg)
- Kalb Ali Aqa Jar

## Período pré-moderno (1795-)[6]
- Haj Sayyed Hasan Razaz (Pahlavan-e Bozorg), também conhecido como Pahlavan Shoja at
- Ali Asghar Yazdi
- Haj Reza Qoli Tehrani
- Mohammad Mazar Yazdi
- Shaban Siyah Qomi
- Yazdi Bozrog (Pahlavan-e Bozorg)
- Akbar Khorassani
- Abolqasem Qomi
- Hossein Golzar-e Kermanshahi
- Sadeq-e Qomi
- Mirza Hashem Akbarian Tefaghi, Moblsaz Esfahani
- Yazdi Kuchak (último oficial Pahlavan de Irão)
- Aziz Khan Rahmani/Kurdistani também conhecido por Sanandaji (Medalha de Ouro em 1945)

## Pahlevans modernos[1]
| Ano                     | Ano      | Pahlevan                | cidade        |
| Gregoriano              | Iraniano | Pahlevan                | cidade        |
| ----------------------- | -------- | ----------------------- | ------------- |
| 1944–45                 | 1323     | Mostafa Tousi           | Coração       |
| 1945–46                 | 1324     | Mostafa Tousi           | Coração       |
| 1946–47                 | 1325     | Mostafa Tousi           | Coração       |
| 1947–48                 | 1326     | Ziaeddin Mirghavami     | Teerão        |
| 1948–49                 | 1327     | Abolghasem Sakhdari     | Coração       |
| 1949–50                 | 1328     | Abbas Zandi             | Teerão        |
| 1950–51                 | 1329     | Ahmad Vafadar           | Coração       |
| 1951–52                 | 1330     | Ahmad Vafadar           | Coração       |
| 1952–53                 | 1331     | Ahmad Vafadar           | Coração       |
| 1953–54                 | 1332     | Abbas Zandi             | Teerão        |
| 1954–55                 | 1333     | Abbas Zandi             | Teerão        |
| 1955–56                 | 1334     | Abbas Zandi             | Teerão        |
| 1956–57                 | 1335     | Não realizado           | Não realizado |
| 1957–58                 | 1336     | Gholamreza Takhti       | Teerão        |
| 1957–58                 | 1337     | Gholamreza Takhti       | Teerão        |
| 1957–58                 | 1338     | Gholamreza Takhti       | Teerão        |
| 1958–59                 | 1339     | Não realizado           | Não realizado |
| 1959–60                 | 1340     | Yaghoub-Ali Shorouzi    | Coração       |
| 1960–61                 | 1341     | Mansour Mehdizadeh      | Teerão        |
| 1342–1343 Não realizado |          |                         |               |
| 1965–66                 | 1344     | Mansour Mehdizadeh      | Teerão        |
| 1345–1353 Não realizado |          |                         |               |
| 1975–76                 | 1354     | Reza Soukhteh-Saraei    | Mazandarão    |
| 1355–1357 Não realizado |          |                         |               |
| 1979–80                 | 1358     | Alireza Soleimani       | Teerão        |
| 1359–1360 Não realizado |          |                         |               |
| 1982–83                 | 1361     | Alireza Soleimani       | Teerão        |
| 1983–84                 | 1362     | Alireza Soleimani       | Teerão        |
| 1984–85                 | 1363     | Mohammad-Hassan Mohebbi | Quermanxá     |
| 1985–86                 | 1364     | Alireza Soleimani       | Teerão        |
| 1986–87                 | 1365     | Alireza Soleimani       | Teerão        |
| 1987–88                 | 1366     | Mohammad-Reza Toupchi   | Teerão        |
| 1988–89                 | 1367     | Mohammad-Hassan Mohebbi | Quermanxá     |
| 1989–90                 | 1368     | Mohammad-Reza Toupchi   | Teerão        |
| 1990–91                 | 1369     | Alireza Soleimani       | Teerão        |
| 1991–92                 | 1370     | Majid Ansari            |               |
| 1992–93                 | 1371     | Ayyoub Bani-Nosrat      | Azerbaijão    |
| 1993–94                 | 1372     | Ayyoub Bani-Nosrat      | Azerbaijão    |
| 1994–95                 | 1373     | Mahmoud Olham           | Teerão        |
| 1995–96                 | 1374     | Mahmoud Olham           | Teerão        |
| 1996–97                 | 1375     | Mahmoud Olham           | Teerão        |
| 1997–98                 | 1376     | Mahmoud Olham           | Teerão        |
| 1998–99                 | 1377     | Hamid Ghashang          | Coração       |
| 1999–00                 | 1378     | Hamid Ghashang          | Coração       |
| 2000–01                 | 1379     | Mahmoud Mohammadi       | Teerão        |
| 2001–02                 | 1380     | Amin Rashidlamir        | Coração       |
| 2002–03                 | 1381     | Hamid Ghashang          | Coração       |
| 2003–04                 | 1382     | Abdolreza Kargar        | Coração       |
| 2004–05                 | 1383     | Abdolreza Kargar        | Coração       |
| 2005–06                 | 1384     | Não realizado           | Não realizado |
| 2006–07                 | 1385     | Shahrokh Sedaghatizadeh | Mazandarão    |
| 2007–08                 | 1386     | Fardin Masoumi          | Guilão        |
| 2008–09                 | 1387     | Amin Rashidlamir        | Coração       |
| 2009–10                 | 1388     | Arash Mardani           | Lorestão      |
| 2010–11                 | 1389     | Arash Mardani           | Lorestão      |
| 2011–12                 | 1390     | Arash Mardani           | Lorestão      |
| 2012–13                 | 1391     | Jaber Sadeghzadeh       | Mazandarão    |
| 2013–14                 | 1392     | Ahmad Mirzapoor         | Coração       |
| 2014–15                 | 1393     | Parviz Hadi             | Azerbaijão    |
| 2015–16                 | 1394     | Jaber Sadeghzadeh       | Mazandarão    |
| 2016–17                 | 1395     | Jaber Sadeghzadeh       | Mazandarão    |